# بورومبای
بورومبای (به لاتین: Burumbay) یک منطقهٔ مسکونی در روسیه است که در شهرستان کیزلیارسکی واقع شده‌است.